# Zbrîj, Cemerivți
Zbrîj (în ucraineană Збриж) este un sat în comuna Sokîrînți din raionul Cemerivți, regiunea Hmelnîțkîi, Ucraina.

## Demografie
Componența lingvistică a localității Zbrîj
     Ucraineană (99,11%)
     Alte limbi (0,59%)
Conform recensământului din 2001, majoritatea populației localității Zbrîj era vorbitoare de ucraineană (99,11%), existând în minoritate și vorbitori de alte limbi.